# Refinador
A finales del siglo XVI se daba el nombre de refinador a los gentileshombres que se jactaban de ser quisquillosos en puntos de honra.
Así, echaban mano a la espada si uno pasaba sin saludarles cuando ellos creían que tenían obligación de hacerlo, o lo hacía solo por compromiso, o se mostraba indiferente a su presencia o cuando la capa de un paseante les tocaba pues creían estar muy por encima de ellos, etc.